# تیم آکروجت پاتریوتز
تیم آکروجت پاتریوتز (Patriots Jet Team)، یک تیم پرواز آکروباتیک غیرنظامی است که در در سراسر غرب ایالات متحده آمریکا نمایش های هوایی  اجرا می کند. این تیم به عنوان یک تیم شش فروندی عمل می کند و با هواپیمای آلباتروس آئرو ال-۳۹  ساخت جمهوری چک پرواز می کند. پاتریوت‌ها در بایرون، کالیفرنیا مستقر هستند. 

## مراجع
1. ↑  "The Patriots Jet Team". 2011. Retrieved September 17, 2011.

## لینک های خارجی
- وب سایت رسمی تیم جت پاتریوتز